# Giovanni Gorgone
Giovanni Gorgone (San Piero Patti, 15 dicembre 1801 – Palermo, 4 febbraio 1868) è stato un medico e scienziato italiano noto per i suoi studi anatomici e per la sua intensa attività chirurgica.

## Biografia
Dopo aver studiato presso l'Università di Messina, non appena laureato ottenne una cattedra a Palermo dove si trasferì come professore di anatomia e anatomia patologica dal 1825 al 1846, proseguendo la sua instancabile attività di docente, di ricercatore e di chirurgo fino al 1866.
Sua fu l'iniziativa di realizzare un Gabinetto anatomo-patologico nella Cattedra di chirurgia dell'Università di Palermo e nella stessa istituzione fece realizzare un teatro ed una biblioteca.
Nello studio dell'anatomia portò notevoli contributi. Approfondì lo studio della struttura delle pareti dei vasi sanguigni, studi che gli meritarono un premio dalla società medico chirurgica di Bologna per le ricerche svolte sulla tonaca intima dei vasi; studiò inoltre l'anatomia della mandibola, del massetere e dei denti umani. Per primo evidenziò che i tessuti e gli organi costituenti il corpo umano e quello animale decedevano non nella stessa unità di tempo.
La sua attività chirurgica è documentata in molte memorie da lui stesso redatte, che dimostrano il livello di avanguardia tecnica e scientifica di cui disponeva: si ricordano gli studi, paralleli a quelli anatomici, sull'asportazione, in blocco col massetere, delle neoplasie della parotide (1842), approccio chirurgico che egli sperimentò forse per primo in Italia, certamente in Sicilia. Da menzionare anche le innovazioni chirurgiche portate nella tecnica di resezione della mandibola (1847) e la sua grande esperienza in campo traumatologico.
Tale esperienza gli consentì di apportare un personale contributo alla Spedizione dei Mille nell'occasione della Battaglia di Milazzo (1860). Assieme a numerosi concittadini impiantò, unitamente alla sua scuola, un ospedale da campo per curare i feriti; fatto per il quale fu insignito di una medaglia commemorativa.
Scienziato di grandissimo valore in campo anatomico e chirurgico, di lui ci sono restate 44 opere scritte e 4 volumi di anatomia usati come libri di testo in primo luogo a Messina e in seguito in molte Università italiane.

## Opere
- Considerazioni pratiche sull operazione della Cateratta col metodo dell estrazione e riflessioni sulla memoria del Dottor Natale Catanoso sopra lo stesso argomento. Stamperia della Società Filomatica, Napoli, 1824.
- Discorso clinico sulla gravidanza complicata con ascite. Stamperia sud, Napoli, 1824.
- Memorie anatomiche Fascicolo primo. Salvatore Barcellona, Palermo, 1826.
- Manuale per uso dei Salassatori. Tavole in rame, Palermo, 1829.
- Considerazioni di Anatomia e Fisiologia patologiche sui risultamenti dell autopsia cadaverica del signor Carlo Cottone Principe di Villarmosa e di Castelnuovo. Reale Stamperia, Palermo, 1830.
- Osservazione di ferita all'addome con sortita degli intestini complicata dallo stato di ubbriachezza dell infermo. Reale Stamperia, Palermo, 1830.
- Notizie sulle statue angiografiche e la vita di Giuseppe Salerno date ai suoi allievi da G Gorgone. Redatto presso gli eredi Graffeo, Palermo, 1830.
- Estratto dal Giornale siculo delle scienze mediche Sulla pomata di protoioduro di mercurio nelle piaghe sifilitiche. vol. 1 degli Archivi di Medicina con tavole incise in rame.
- De Rerum Naturalium Studiis Oratio. Discorso sullo studio delle scienze naturali recitato nell aula della R Università degli studi di Palermo per la inaugurazione del nuovo anno scolastico 1830-31. Tipografia del Giornale letterario, Palermo, 1832.
- Secondo rapporto delle osservazioni particolari notate nella clinica chirurgica diretto all Accademia medico chirurgica di Napoli. Palermo Stamperia Pedone e Muratori, Palermo, 1833.
- Osservazioni sopra un nuovo metodo di conservare i cadaveri umani. Effemeridi scientifiche e letterarie per la Sicilia, Palermo, 1833.
- Corso completo di Anatomia descrittiva colle differenze nelle età sessi razze ed anomalie. Quattro grossi volumi con tavole incise in rame. Reale Stamperia, Palermo, 1834.
- Terzo rapporto delle osservazioni particolari notate nella clinica chirurgica Tipografia del Giornale letterario, Palermo, 1835.
- Osservazioni di cistotomia quadrilaterale. Reale Stamperia, Palermo, 1838.
- Memoria sulla natura dei denti umani. Tavole incise in rame. Poligrafia Empedocle, Palermo, 1842.
- Estirpazione di parotide e massatere scirrosi eseguite da G GorgoneStamperia di Francesco Lao, Palermo, 1842.
- Osservazioni microscopiche sulla intima struttura della tunica interna dei vasi. Stabilimento Tipografico di Francesco Lao, Palermo, 1847.
- Biografia del prof Gaetano Algeri Fogliani. Tipografia Filippo Darravecchia, Palermo, 1847.
- Per la resezione della mascella inferiore nuovo processo operatorio. Tipografia di Francesco Lao, Palermo, 1847.
- Gistotomia perineale con sbrigliamento multiplo.Stamperia vedova Solli, Palermo, 1853.
- Genobicheiloplastia praticata dal prof Giovanni Gorgone. relazione del dottor Riccardo Giardina. Tipografia di Pietro Morvillo con tavole litografiche 60, Palermo, 1855.
- Sui segni diagnostici dei tumori composti.Tipografia di Pietro Morvillo, Palermo, 1854.
- Sulla struttura intima e classificazione dei denti umani, Terza memoria. Estratto del Poligrafo di Palermo, Palermo, 1855.
- Estirpazione di un polipo uterino con l'ansa galvano caustica di Middeldopff eseguita dal prof Gorgone. Relazione del sac dottor Grillo Salvatore.Stamperia Carini, Palermo, 1859.
- Catalogo del Gabinetto anatomico patologico della Regia Università degli studi di Palermo fondato e aumentato dal prof G Gorgone Prima serie. Tipografia Morvillo, Palermo, 1859.
- Rapporto sugli Ospedali principali d Italia e progetto di riforme per quello di Palermo.Stabilimento Tipografico di Francesco Lao, Palermo, 1864.
- Resoconto della Direzione Chirurgica dello Spedale Civico di Palermo Ib 1865. Lettera di risposta ad alcune parole del dottor Arcoleo Estratto dal Precursore di Palermo Considerazioni sulle osservazioni del dottor G Arcoleo alla lettera inserita nel Precursore. Tipografia Morvillo, Palermo, 1865.